# سيمون دولان
سيمون دولان (بالإنجليزية: Simon Dolan)‏ هو سائق سيارة سباق ورائد أعمال بريطاني، ولد في 20 مايو 1969 في تشيلمسفورد في المملكة المتحدة.

## وصلات خارجية
- الموقع الرسمي
- سيمون دولان على موقع DriverDB.com (الإنجليزية)